# Olympische Sommerspiele 1920/Tauziehen
Bei den VII. Olympischen Spielen 1920 in Antwerpen fand ein Mannschaftswettbewerb im Tauziehen statt. Austragungsort war das Olympiastadion. Tauziehen stand zum letzten Mal auf dem olympischen Programm.

## Medaillenspiegel
| Platz | Land           | Gold | Silber | Bronze | Gesamt |
| ----- | -------------- | ---- | ------ | ------ | ------ |
| 1     | Großbritannien | 1    | –      | –      | 1      |
| 2     | Niederlande    | –    | 1      | –      | 1      |
| 3     | Belgien        | –    | –      | 1      | 1      |

## Ergebnisse
| Platz | Land | Sportler |
| ----- | ---- | --- |
| 1     | GBR  | George Canning, Fred Holmes, Frederick Humphreys, Edwin Mills, Alfred Read, John Sewell, James Shepherd, Harry Stiff, Ernest Thorne                    |
| 2     | NED  | Wim Bekkers, Johannes Hengeveld, Sijtse Jansma, Henk Janssen, Antonius van Loon, Willem van Loon, Marinus van Rekum, Willem van Rekum                  |
| 3     | BEL  | Edouard Bourguignon, Alphonse Ducatillon, Rémy Maertens, Christian Piek, Henri Pintens, Charles Van Den Broeck, François Van Hoorenbeek, Gustave Wuyts |
| 4     | USA  | Charlton Brosius, Stephen Fields, Sylvester Granrose, Lloyd Kelsey, Joseph Kszyczewiski, William Penn, Joseph Rond, Joseph Winston                     |
| 5     | ITA  | Adriano Arnoldo, Silvio Calzolari, Romolo Carpi, Giovanni Forno, Rodolfo Rambozzi, Carlo Schiappapietra, Giuseppe Tonani, Amedeo Zotti                 |

Datum: 17. bis 20. August 1920
Zur Ermittlung der Medaillengewinner wurde das Bergvall-System angewendet.